# Chrístos Aravídis
 (août 2025).
Chrístos Aravídis (en grec : Χρήστος Αραβίδης) est un footballeur international grec né à Athènes le 13 mars 1987.

## Palmarès
- Coupe de Grèce en 2016
- AEK Athènes Coupe de Grèce
  - Finaliste : 2017